# El encargado
El encargado és una sèrie de televisió per internet de comèdia argentina original de Star+. La trama segueix la vida d'un encarregat d'un important edifici, on aprofitarà el seu poder per a immiscir-se en la vida dels inquilins. És protagonitzada per Guillermo Francella, Gabriel Goity, Moro Anghileri, Gastón Cocchiarale i Pochi Ducasse. La sèrie es va estrenar el 26 d'octubre de 2022.
Al novembre del 2022, Star+ va renovar la sèrie per a una segona temporada.

## Sinopsi
La sèrie narra, amb tons d'ironia i humor, la història d'Eliseo, un encarregat d'un edifici de la societat de classe alta, on d'amagat del consorci que l'empra, farà ús i abús del seu poder de vigilància per a entremetre's en la vida dels seus habitants i així establir un contacte amb ells tenint una actitud servicial, tanmateix, sota aquesta falsa personalitat, Eliseo tindrà altres intencions i buscarà manipular-los per al seu benefici propi.

## Repartiment

### Principal
- Guillermo Francella com Eliseo.
- Gabriel Goity com Matías Zambrano.
- Moro Anghileri com Paola.
- Gastón Cocchiarale com Miguel.
- Pochi Ducasse com "Beba".

### Secundari
- Darío Barassi com Gabriel.
- Malena Sánchez com Florencia.
- Magela Zanotta com María Pía.
- Lucas García Pedano com Thiago.
- Mirta Busnelli com Tatiana Yrigoyen.
- Adriana Aizemberg com Consuelo Salustri.
- Jorge D'Elía com Enrique Salustri.
- Mariano Argento com Renato Di Lella.
- Alejandro Paker com Mario Messina.

### Participacions
- Viviana Puerta com Romina Zambrano.
- Micaela Riera com Marina.
- Diego De Paula com Germán Echagüe.
- Daniel Miglioranza com Ricardo Gawrdian.
- Fabián Arenillas com Hugo Martínez.
- Miriam Odorico com Susana.
- Romina Pinto com Carola Echagüe.
- Liz Fernández com Eugenia.
- Azul Fernández com Chiara.
- Facundo Calvo com Augusto.
- Manuel Vicente com Gómez.
- Martín Seefeld com Jordi.
- Francisco Andrade com Rómulo.
- Sophie Tirouflet com Juliette
- Alma Gandini com Lorena.
- Sofía Palomino com Alejandra.
- Camila Pizzo com Victoria Slavsky.
- Martín Stark com Pablo Slavsky.
- Alan Sabbagh com Nacho.
- Nati Jota com Cony Musel.
- Luis Brandoni com "Polaco".
- René Bertrand com Rubino.
- Marcelo D'Andrea com Basavilbaso.
- Dani La Chepi com Muriel Baldini.

## Episodis
| Núm. | Títol                             | Direcció                                        | Guió                                                                                                | Data d'emissió original |
| ---- | --------------------------------- | ----------------------------------------------- | --------------------------------------------------------------------------------------------------- | ----------------------- |
| 1    | «Un proyecto peligroso»           | Mariano Cohn i Gastón Duprat                    | Leonardo Di Cesare, Alejandro Angelini, Jerónimo Carranza, Mariano Cohn y Gastón Duprat             | 26 d'octubre de 2022    |
| 2    | «Una acción solidaria»            | Mariano Cohn i Gastón Duprat                    | Leonardo D'Espósito, Jerónimo Carranza, Mariano Cohn i Gastón Duprat                                | 26 d'octubre de 2022    |
| 3    | «Una turista en Buenos Aires»     | Mariano Cohn, Gastón Duprat i Jerónimo Carranza | Emanuel Diez, Mariano Cohn i Gastón Duprat                                                          | 26 d'octubre de 2022    |
| 4    | «Una amante para Zambrano»        | Mariano Cohn, Gastón Duprat y Jerónimo Carranza | Emanuel Diez, Mariano Cohn y Gastón Duprat                                                          | 26 d'octubre de 2022    |
| 5    | «Visita sorpresa»                 | Mariano Cohn, Gastón Duprat y Jerónimo Carranza | Juan José Becerra, Diego Bliffeld, Mariano Cohn y Gastón Duprat                                     | 26 d'octubre de 2022    |
| 6    | «Chofer nocturno»                 | Diego Bliffeld                                  | Leonardo D'Espósito, Martín Bustos, Diego Bliffeld, Jerónimo Carranza, Mariano Cohn y Gastón Duprat | 26 d'octubre de 2022    |
| 7    | «Acompañante terapéutico»         | Mariano Cohn y Gastón Duprat                    | Juan José Becerra, Martín Bustos, Diego Bliffeld, Jerónimo Carranza, Mariano Cohn y Gastón Duprat   | 26 d'octubre de 2022    |
| 8    | «Sabotaje en la sala de máquinas» | Jerónimo Carranza                               | Emanuel Diez, Mariano Cohn y Gastón Duprat                                                          | 26 d'octubre de 2022    |
| 9    | «El ocupa del 5B»                 | Mariano Cohn, Gastón Duprat y Jerónimo Carranza | Emanuel Diez, Mariano Cohn y Gastón Duprat                                                          | 26 d'octubre de 2022    |
| 10   | «La hora de la verdad»            | Mariano Cohn, Gastón Duprat y Jerónimo Carranza | Emanuel Diez, Mariano Cohn y Gastón Duprat                                                          | 26 d'octubre de 2022    |
| 11   | «El ave fénix»                    | Mariano Cohn, Gastón Duprat y Jerónimo Carranza | Emanuel Diez, Mariano Cohn y Gastón Duprat                                                          | 26 d'octubre de 2022    |

## Desenvolupament

### Producció
Al desembre del 2020, es va confirmar que Gastón Duprat i Mariano Cohn al costat de Leonardo Di Cesare i Alejandro Angelini estaven desenvolupant una comèdia per a la plataforma Star+ titulada El encargado. Al juny del 2021, es va anunciar que la producció estaria a càrrec de l'empresa Pegsa Group.

### Rodatge
Els enregistraments de la sèrie van començar a la fi de juny del 2021 a Buenos Aires.

### Càsting
A la fi de desembre del 2020, es va confirmar que Guillermo Francella havia estat fitxat per a protagonitzar la sèrie com el porter d'un exclusiu edifici. Al maig del 2021, es va anunciar que Mirta Busnelli, Luis Brandoni, Nicolás Vázquez, Darío Barassi, Martín Seefeld, Benjamín Rojas, Nicolás Francella, Dani La Chepi, René Bertrand, Daniel Miglioranza i Gastón Cocchiarale participarien de la sèrie com a inquilins i veïns de l'edifici. Al juny d'aquest any, es va informar que Adriana Aizemberg, Gabriel Goity, Jorge D'Elía i Moro Anghileri completaven l'elenc de la sèrie.

## Premis i nominacions
| Llista de premis i nominacions | Llista de premis i nominacions | Llista de premis i nominacions                          | Llista de premis i nominacions | Llista de premis i nominacions | Llista de premis i nominacions |
| Any                            | Organització                   | Categoria                                               | Nominat/a(s)                   | Resultat                       | Ref(s)                         |
| ------------------------------ | ------------------------------ | ------------------------------------------------------- | ------------------------------ | ------------------------------ | ------------------------------ |
| 2023                           | Premis Platino                 | Millor minisèrie o teleserie                            | El encargado                   | Pendent                        | [ 12 ]                         |
| 2023                           | Premis Platino                 | Millor interpretació masculina en minisèrie o teleserie | Guillermo Francella            | Pendent                        | [ 12 ]                         |
| 2023                           | Premis Platino                 | Millor creador de minisèrie o telesèrie                 | Mariano Cohn i Gastón Duprat   | Pendent                        | [ 12 ]                         |